# Laťovka

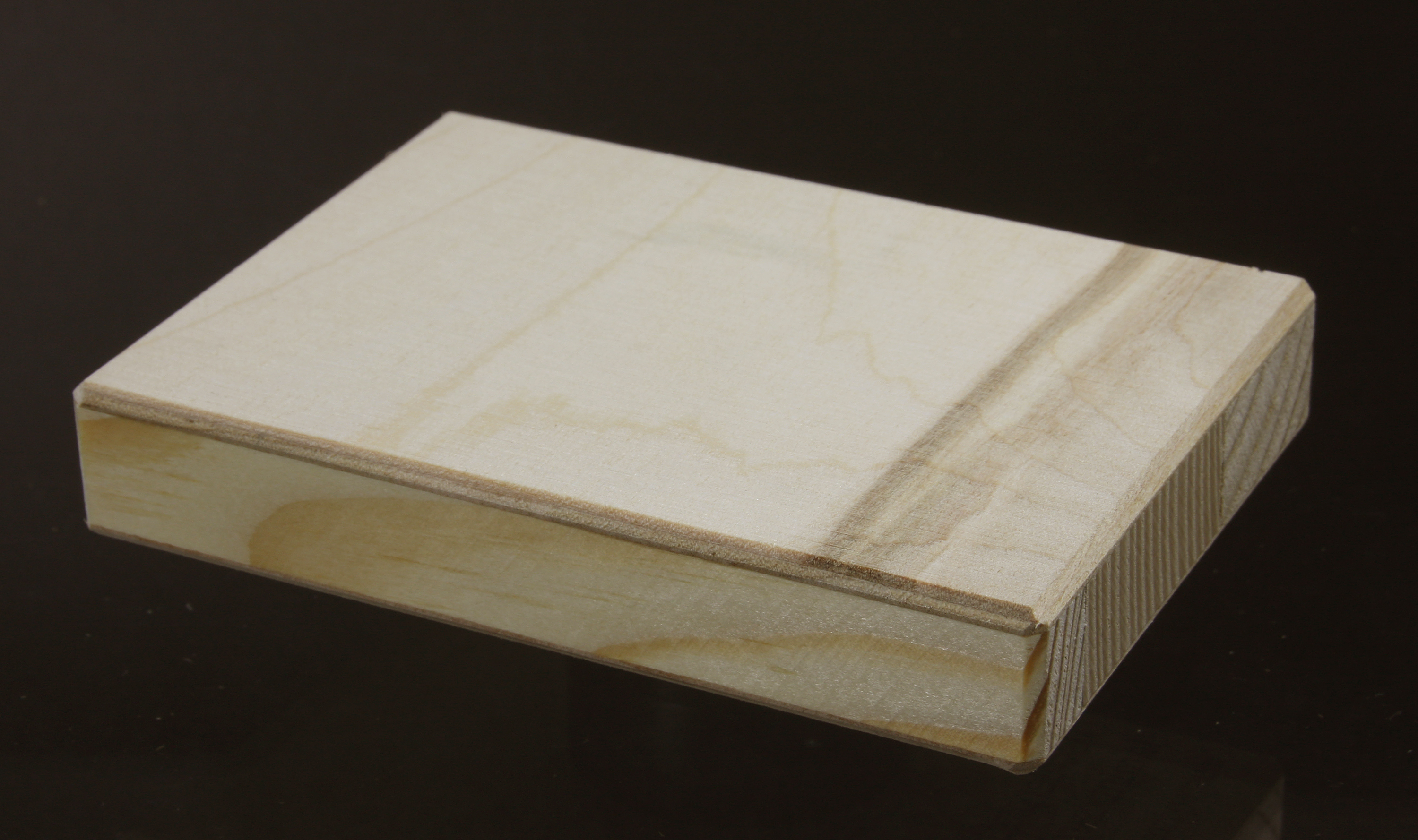

Laťovky (PDL – překližované desky laťovky) jsou překližované materiály vyrobené oboustranným překlížením laťovkového středu dýhami. Laťovkový střed je vyroben nejčastěji ze smrku nebo jedle jako vrchní dýhy. Používá se SM, TP, OS nebo BK. Laťovky se nejčastěji používají na výrobu skříňového nábytku, stolových desek, nebo pro výrobu dveří. Dále se používají při výrobě lůžkového nábytku.

## Rozdělení laťovek

### Lepené:
- Klasicky
  - Středy jsou vyrobeny ze čtyřstranně opracovaných latěk, které se skládají k sobě tak, aby průběh letokruhů byl opačný.
  - Slepují se k sobě bodově po 10 cm.
- Blokovým způsobem
  - Blokové středy jsou vyrobeny z opracovaného bočního řeziva, které se slepí na sebe do bloku vysokých 50 cm tak, že letokruhy sousedních desek mají opačný průběh. Bloky se pak podélně rozřežou na požadovanou tloušťku latěk.
- Střed ze slepených dýh
  - Dýhovky (PDD) jsou lepené konstrukční desky které mají charakter laťovky jen střed je vyroben rozřezání bloku slepených dýh

### Spojené motouzem:
- Střed je vyroben z JD nebo SM bočního řeziva vysoušeného na vlhkost 6–8 % a rozřezaného na stejné laťky.
- Laťky se sesazují do nekonečného pásu širokého tak jaká bude délka středu.
- Přes laťky se frézují drážky vzdálené od sebe 50 cm.
- Do této drážky se vtlačuje motouz na formáty vhodné k oplášťování se vytvoří přeřezáním motouzu

### Spojené tavným vláknem:
- technologie výroby je stejná jako u motouzového středu, pouze nevytvoříme drážku, ale laťky se spojují pomocí tavného vlákna. Při oplášťování se pak tavné vlákno roztaví a má funkci lepidla.